# 赫林斯克 (伊久姆區)
赫林斯克（烏克蘭語：Глинське），是烏克蘭東部哈爾科夫州伊久姆區伊久姆市镇内的村落。距離伊久姆2公里，面積0.65平方公里，海拔高度140米，2001年人口179。